# Архиепархия Бхопала
Архиепархия Бхопала (лат. Archidioecesis Bhopalensis) — архиепархия Римско-Католической церкви c центром в городе Бхопал, Индия. В митрополию Бхопала входят епархии Гвалиора, Джабалпура, Джхабуа, Индаура, Кхандвы, Сагара, Сатны, Удджайна. Кафедральным собором архиепархии Бхопала является церковь святого Франциска Ассизского.

## История
13 сентября 1963 года Римский папа Павел VI издал буллу "Qui divino consilio", которой учредил архиепархию Бхопала, выделив её из епархий Аджмера и Джайпура (сегодня — Аджмера и Джайпура), Индаура и Джабалпура.

## Ординарии архиепархии
- архиепископ Eugene D’Souza (13.09.1963 — 26.03.1994);
- архиепископ Paschal Topno (26.03.1994 — 15.06.2007);
- архиепископ Leo Cornelio (15.06.2007 — 4.10.2021, в отставке);
- архиепископ Alangaram Arokia Sebastin Durairaj, S.V.D. (4.10.2021 — по настоящее время).

## Источник
- Annuario Pontificio, Libreria Editrice Vaticana, Città del Vaticano, 2003, ISBN 88-209-7422-3
- Булла Qui divino consilio Архивная копия от 3 февраля 2014 на Wayback Machine  (лат.)